# Chaux (Territoire de Belfort)
Chaux település Franciaországban, Territoire de Belfort megyében. Lakosainak száma 1181 fő (2022. január 1.). Chaux Giromagny, Lachapelle-sous-Chaux, Sermamagny, Éloie, Grosmagny, Rougegoutte és Auxelles-Bas községekkel határos.

## Népesség
A település népességének változása:
| Lakosok száma | 1094 | 1109 | 1160 | 1147 | 1157 | 1164 | 1176 | 1179 | 1181 |
|               | 2013 | 2015 | 2016 | 2017 | 2018 | 2019 | 2020 | 2021 | 2022 |